# Jean Toutain
Pour les articles homonymes, voir Toutain.
Jean Toutain, né le 4 janvier 1920 au Mans et mort le 26 septembre 2006 à Caen, est un homme politique français.

## Biographie
Il est député de la Seine puis des Hauts-de-Seine, respectivement de 1958 à 1962 pour l'UNR puis de 1969 à 1973 pour l'UDR.